# Giacomo Giuseppe Beltritti
Giacomo Giuseppe Beltritti (Peveragno, 23 dicembre 1910 – Gerusalemme, 1º novembre 1992) è stato un patriarca cattolico italiano.

## Biografia
Beltritti nacque a Peveragno e andò in Terra Santa nel 1926, quando iniziò a studiare per il sacerdozio in un seminario a Beit Jala, in Cisgiordania. Più tardi fu ordinato sacerdote il 15 aprile 1933.  Dopo la fondazione di Israele nel 1948 e l'occupazione israeliana della Cisgiordania nel 1967, aiutò i palestinesi a diventare rifugiati. Il 21 settembre 1965 fu nominato coadiutore del patriarca di Gerusalemme e vescovo titolare di Cana da papa Paolo VI. Ricevette la consacrazione episcopale il successivo 10 ottobre dal patriarca Alberto Gori, O.F.M., con l'arcivescovo Mikhayl Assaf e il vescovo Hanna Kaldany come co-consacranti. In seguito successe a Gori come patriarca di Gerusalemme il 25 novembre 1970.
Servì come capo della Chiesa cattolica in Israele, nella Cisgiordania occupata e nella Striscia di Gaza, in Giordania e a Cipro per 17 anni e, in quel periodo, divenne noto per la sua attività tesa ad attirare giovani palestinesi nel sacerdozio e allargare il sistema scolastico cattolico. Si ritirò come patriarca l'11 dicembre 1987 e poi insegnò catechismo nella scuola parrocchiale di Deir Rafat, dove risiedeva nel monastero locale. Il 1º novembre 1992 morì nel sonno durante una visita a Gerusalemme, all'età di 81 anni.
Fu padre conciliare nel Concilio Vaticano II.

## Genealogia episcopale
La genealogia episcopale è:
- Cardinale Scipione Rebiba
- Cardinale Giulio Antonio Santori
- Cardinale Girolamo Bernerio, O.P.
- Arcivescovo Galeazzo Sanvitale
- Cardinale Ludovico Ludovisi
- Cardinale Luigi Caetani
- Cardinale Ulderico Carpegna
- Cardinale Paluzzo Paluzzi Altieri degli Albertoni
- Papa Benedetto XIII
- Papa Benedetto XIV
- Papa Clemente XIII
- Cardinale Marcantonio Colonna
- Cardinale Giacinto Sigismondo Gerdil, B.
- Cardinale Giulio Maria della Somaglia
- Cardinale Carlo Odescalchi, S.I.
- Cardinale Costantino Patrizi Naro
- Cardinale Lucido Maria Parocchi
- Papa Pio X
- Papa Benedetto XV
- Papa Pio XII
- Cardinale Eugène Tisserant
- Patriarca Alberto Gori
- Patriarca Giacomo Giuseppe Beltritti